# Anisophleps alternata
Anisophleps alternata är en stekelart som beskrevs av Fidalgo 1981. Anisophleps alternata ingår i släktet Anisophleps och familjen sköldlussteklar. Inga underarter finns listade i Catalogue of Life.